# Rąbkowa
Rąbkowa – wieś w Polsce położona w województwie małopolskim, w powiecie nowosądeckim, w gminie Łososina Dolna.
| SIMC    | Nazwa     | Rodzaj    |
| ------- | --------- | --------- |
| 0448060 | Czubica   | część wsi |
| 0448077 | Grochówki | część wsi |
| 0448083 | Łabuzówka | część wsi |
| 0448090 | Szczołby  | część wsi |

W latach 1975–1998 miejscowość administracyjnie należała do województwa nowosądeckiego.

## Historia
Rąbkowa (powstanie datuje się na lata 1400–1440), dawniej Robkowa lub początkowo Romakowa. Nazwa miejscowości związana jest najprawdopodobniej z czynnością wyrębu lasów (rąbania, stąd Rąbkowa), które to porastały tereny aż od Tęgoborzy do Znamirowic.
Rąbkowa była wsią szlachecką, należała początkowo do Adama Tabaszowskiego (właściciel Tabaszowej), zaś nieco później do rodu Głębockich. We wsi był dwór szlachecki i folwark.
W XVII w. ośrodek braci polskich – siedziba ich zboru. Dzierżawcą Rąbkowy i Roćmirowa oraz kaznodzieją w tutejszym zborze ariańskim był Stanisław Wiszowaty (zm. 1643), ojciec Andrzeja Wiszowatego, słynnego filozofa i teologa ariańskiego, dworski pisarz Głębockich, którzy też byli arianami. Wiszowaty urządził w Rąbkowie tkalnię lnu. Po jego śmierci kierownictwo zboru przejął Seweryn Morsztyn, a później, na krótko sam Andrzej Wiszowaty. W latach 1654–1659 ministrem zboru był Krzysztof Crell-Spinowski.

## Współczesność
Dzisiaj Rąbkowa to szeroko rozbudowana wieś, w centrum której znajduje się kaplica pod wezwaniem Matki Boskiej Częstochowskiej (wybudowana przez mieszkańców w ciągu niespełna 6 miesięcy).
Ze szczytu Szczołbów, pobliskiego wzgórza, rozpościera się widok na wysoko położone lasy i polany, kaskadowo opadające pola i sady. W Rąbkowej działa Koło Gospodyń Wiejskich, koło z długoletnimi tradycjami. 

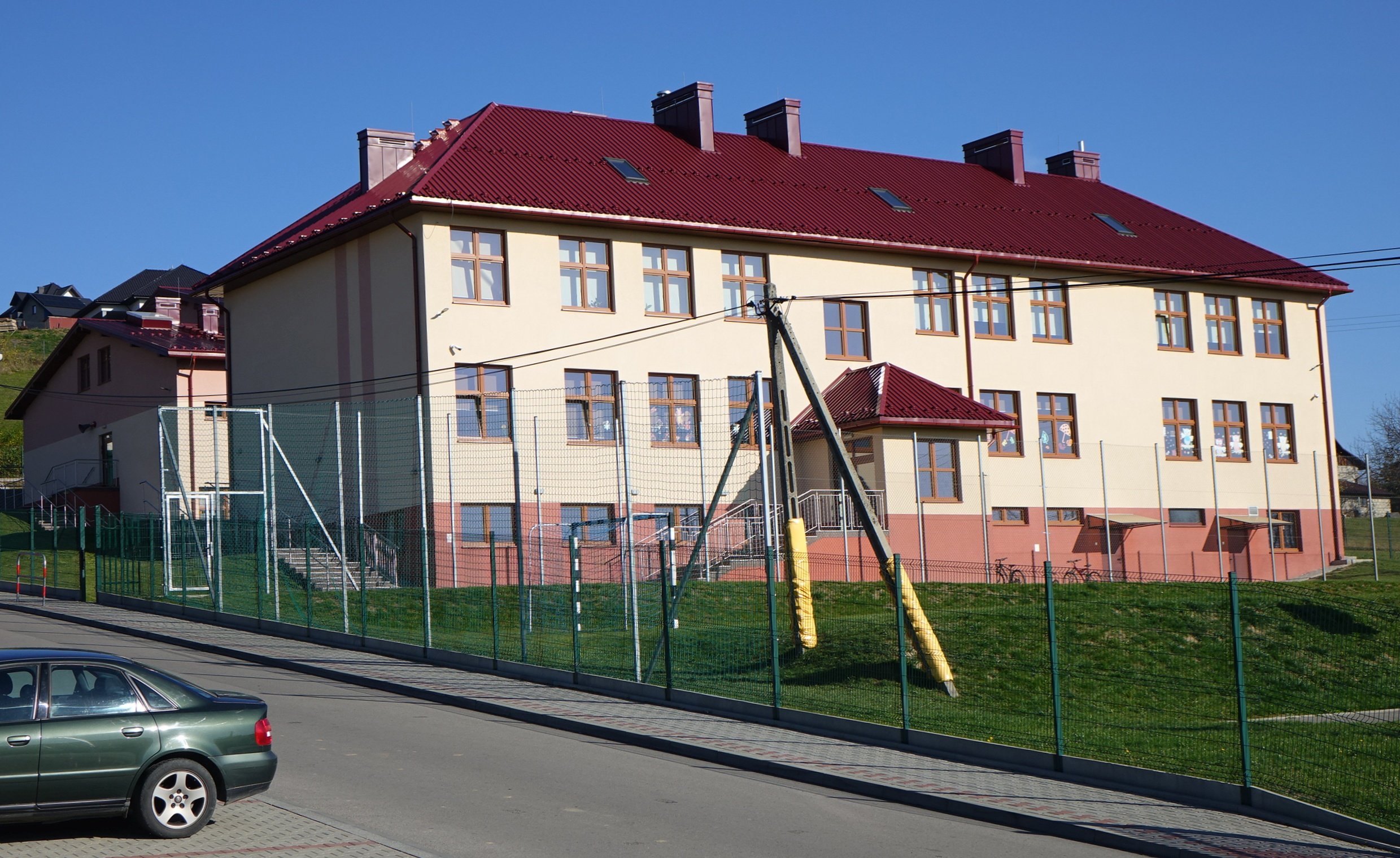
Szkoła Podstawowa w Rąbkowej